# 贡德南莱穆兰
贡德南莱穆兰（法語：Gondenans-les-Moulins，法語發音：[ɡɔ̃dnɑ̃ le mulɛ̃]）是法国杜省的一个市镇，属于贝桑松区。

## 地理
贡德南莱穆兰（47°28'10"N, 6°22'54"E）面积3.93 平方千米，位于法国勃艮第-弗朗什-孔泰大區杜省，该省份为法国东部内陆省份，北起上索恩省，西接汝拉省，东部及东南部与瑞士接壤，东北部与贝尔福地区省接壤。
与贡德南莱穆兰接壤的市镇（或旧市镇、城区）包括：鲁日蒙、罗曼。

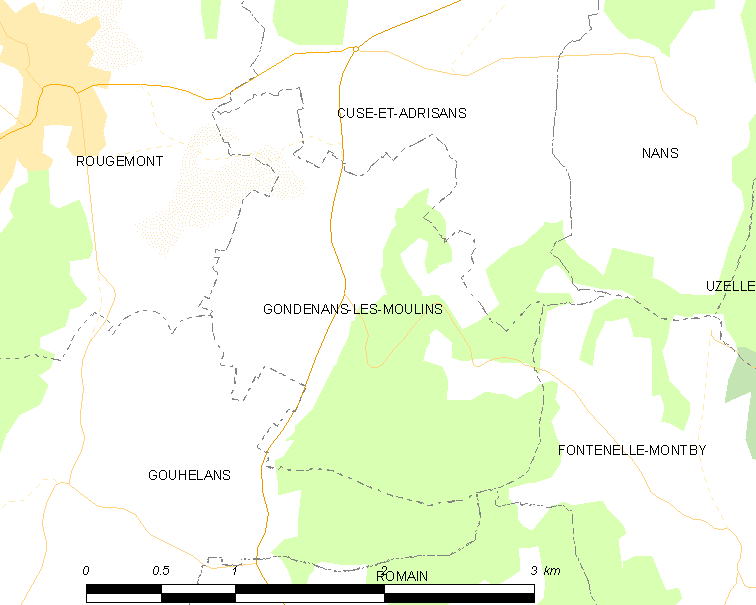
贡德南莱穆兰的OSM定位图

贡德南莱穆兰的时区为UTC+01:00、UTC+02:00（夏令时）。

## 行政
贡德南莱穆兰的邮政编码为25680，INSEE市镇编码为25277。

## 政治
贡德南莱穆兰所属的省级选区为博姆莱达姆县。

## 人口

1962-2008年间贡德南莱穆兰人口变化图示

贡德南莱穆兰于2022年1月1日时的人口数量为83人。